# Tanga Loa
Tevita Tu'amoeloa Fetaiakimoeata Fifita, meglio noto con i ring name Camacho, Tanga Loa e Tonga Loa (Honolulu, 7 maggio 1983), è un wrestler statunitense sotto contratto con la WWE.

## Carriera

### Circuito indipendente (2008–2009)
Fifita debutta nel wrestling nel 2008. L'8 novembre, prende parte ad uno Show della Southern Championship Wrestling Florida, con il ring name Nuku facendo coppia con Kava e perdendo contro Jason Hexx e Ryze. Il 19 dicembre, i Sons of Tonga, così si facevano chiamare Kava e Nuku, battono DJ Hyde e The Puerto Rican Hound Dogg ad uno Show della World Xtreme Wrestling. Il giorno dopo, battono anche Michael Patrick e Mr. Irresistible. Il 3 gennaio 2009, lottano per la World Wrestling Council perdendo contro i Los Aereos (Carlitos & Hiram Tua). Il 17 gennaio, battono The Perfect Creation e The Puerto Rican Hound Dogg. Successivamente, Fifita firma per la WWE.

### WWE (2009–2014)

#### Florida Championship Wrestling (2009–2011)
Ad inizio 2009 firma per la WWE e viene mandato nella Florida Championship Wrestling. Debutta il 20 marzo 2009, perdendo un 6-man tag team match insieme a Derrick Bateman e Abraham Washington contro Barry Allen, Jon Cutler e David Otunga. Poco dopo, insieme a Derrick Bateman, ha subito l'opportunità di conquistare l'FCW Florida Tag Team Championship ma vengono sconfitti dai campioni Johnny Curtis e Tyler Reks. L'11 giugno, perde l'opportunità di conquistare l'FCW Florida Heavyweight Championship contro Tyler Reks. Successivamente forma una stable con gli Usos e lui e Jimmy Uso sconfiggono Bryon Saxton e Lennox McEnroe. Intanto, il 22 ottobre, Marlow sconfigge Brett DiBiase siglando il suo primo successo da singolo. Il giorno dopo, Marlow & Jimmy Uso perdono il match valido per i titoli di coppia FCW contro Husky Harris e Bo Rotundo. Nel frattempo debutta anche l'altro fratello Uso, Jey Uso e i due Usos e Marlow perdono un 6-man tag team match contro Husky Harris, Bo Rotundo e Wes Brisco. Da metà marzo a metà aprile, ottiene diverse vittorie contro Jacob Novak, Big E Langston e Conrad Tanner. Intanto Gli Usos e Marlow perdono un altro 6-man tag team match contro Caylen Croft, Trent Baretta e Percy Watson. Più tardi, la stable si scioglie e Marlow inizia a lottare in coppia con Brodus Clay e l'11 giugno provano a conquistare i titoli di coppia FCW ma perdono contro i campioni Hunico ed Epico. Ci riprovano il 12 agosto, ma perdono un triple treath tag team match contro Hunico ed Epico e i neolaureati campioni Derrick Bateman & Johnny Curtis. Il 2 settembre 2010, sconfigge Michael McGillicutty ad un match singolo. Il 18 settembre Clay & Marlow perdono un tag team match contro Xavier Woods e Bobby Dutch. Nei tapings FCW del 9 dicembre, viene sconfitto dal rientrante Michael Tarver. Forma poi un tag team con Roman Leakee e i due hanno anche l'opportunità di conquistare i titoli di coppia FCW ma l'11 febbraio perdono contro Damien Sandow e Titus O'Neil. Dopo la breve partnership con Leakee, prova con Big E Langston ma i due vengono sconfitti il 7 aprile da Brodus Clay e Ricardo Rodriguez. Il 4 giugno, all'FCW Port Charlotte Show, Donny Marlow perde un 6-man tag team match insieme a Rodney Thomas e Tito Colon contro il trio formato da James Bronson, Jinder Mahal e Peter Orlov. Nei tapings del 30 giugno, batte in un match singolo Peter Orlov. All'FCW Gainesville Show dell'8 luglio, Marlow prova a conquistare i titoli di coppia insieme a Leakee ma i due perdono contro Big E Langston e Calvin Raines. Il 16 luglio, all'FCW Summer SlamaRama, perde ancora un match valido per i titoli di coppia insieme a CJ Parker contro Langston e Raines. Tuttavia, nei tapings del 21 luglio, Marlow e Parker sconfiggono i campioni di coppia conquistando gli FCW Florida Tag Team Championship. All'FCW Orlando Show del 27 luglio, Donny Marlow perde un 6-man tag team match insieme a CJ Parker e Leakee contro Kenneth Cameron, Tito Colon e Lucky Cannon. Nei tapings dell'11 agosto, Marlow & Parker perdono un match non valido per le cinture contro Erick Rowan & James Bronson. Nei tapings del 1º settembre, perdono nuovamente in un 6-man tag team match dove fanno squadra con Johnny Curtis, perdendo contro i membri della stable di Ricardo Rodriguez, ovvero Conor O'Brian, Kenneth Cameron e Tito Colon. Il 3 novembre, perde i titoli di coppia in favore di Brad Maddox & Briley Pierce. Dal 2012, Fifita passa in pianta stabile a SmackDown.

#### Varie faide (2011–2014)
Nel corso della puntata di Superstars del 15 dicembre, fa il suo debutto nel main roster accompagnando Hunico e assistendolo durante il suo match contro Trent Baretta. Alla fine, Hunico riesce a vincere. La settimana successiva, sempre in quel di Superstars, ci viene rivelato che il suo ring name sarà Camacho e interferisce nel match fra Hunico e Ezekiel Jackson, aiutando ancora il primo a vincere. Debutta sul ring il 17 febbraio, nel corso di una battle royal valida per assegnare il posto lasciato vacante da Randy Orton nell'Elimination Chamber valida per il World Heavyweight Championship, ma viene eliminato per ottavo da Ted DiBiase. Nella puntata di Superstars del 26 aprile, combatte il suo secondo match battendo, in coppia con Hunico, gli Usos. Tuttavia, la settimana dopo a SmackDown, perdono un match non valido per il WWE Tag Team Championship di Kofi Kingston e R-Truth. Debutta ad Over the Limit dove affronta Ryback ma viene sconfitto.
Nella puntata speciale di SmackDown Great American Bash, perde in coppia con Drew McIntyre e Hunico, contro Santino Marella, Sgt. Slaughter e Jim Duggan. A Money in the Bank, Hunico e Camacho perdono contro Kofi Kingston e R-Truth in un match non valido per i titoli di coppia. A NXT dell'11 luglio, combatte in singolo contro, Tyson Kidd dopo un match combattutissimo riesce a vincere grazie all'interferenza di Michael McGillicutty, ottenendo così la sua prima vittoria in un match singolo. Ad NXT, ad agosto, Camacho e Hunico combattono un paio di volte contro Jason Jordan e Mike Dalton, vincendo uno scontro a testa. Nella puntata di NXT del 14 novembre, attacca Big E Langston, iniziando una faida, con l'intenzione di accaparrarsi i soldi messi in palio da Vickie Guerrero, ma fugge dopo aver colpito il lottatore di colore. La settimana seguente, ha luogo il match fra i due che viene però vinto da Langston. Il 16 gennaio, sfida Langston, diventato NXT Champion, ad un match con la cintura in palio, che si chiude in pochissimi secondi con la vittoria del campione.
Ritornano ad NXT durante il mese di novembre e battono gli NXT Tag Team Champion Conor O'Brian e Rick Viktor guadagnandosi una title shot. Nonostante quest'ultima vittoria non riescono a diventare campioni perché perdono il match decisivo. Combattono, inoltre, a Main Event come heel contro i Los Matadores, perdendo. Dopo di che Hunico torna ad interpretare Sin Cara, e quindi Camacho continua la sua carriera in singolo. Il 29 gennaio ad NXT, perde contro Corey Graves. Nella puntata del 5 marzo di NXT, perde contro Adrian Neville, Mentre in quella del 19, perde contro Adam Rose. Il 16 aprile ad NXT, vince contro, Oliver Grey. Invece il 7 maggio batte, Captain Comic. Ma in quella del 21 perde per Count Out contro, Adam Rose.
Il 12 giugno del 2014 tramite il sito ufficiale, la WWE comunica il licenziamento di Camacho e di numerosi altri colleghi.

### Total Nonstop Action Wrestling (2015–2016)
Il 10 aprile 2015 debutta nella Total Nonstop Action Wrestling con il ring name "Micah" e si unì nel "The Rising", stable formata da Drew Galloway e Eli Drake.
Nel mese di ottobre e novembre 2015, ha preso parte alle TNA World Series nel gruppo "Future 4", in cui ha guadagnato 4 punti, ma non riuscì a qualificarsi.

### New Japan Pro-Wrestling (2016–2024)
Fifita si unì ufficialmente alla New Japan Pro-Wrestling nel 2016. Lì, Fifita ha debuttato come Tanga Loa e si è unito rapidamente al Bullet Club, in particolare con il fratello Tama Tonga. Successivamente ha adottato la pittura facciale di Tonga e insieme sono diventati noti come i "Guerrillas of Destiny" e hanno detenuto l'IWGP Tag Team Championship per sette volte. I due hanno inoltre detenuto per tre volte il NEVER Openweight 6-Man Tag Team Championship, due volte insieme a Bad Luck Fale e una volta con Taiji Ishimori.

### Ritorno in WWE (2024–presente)

#### Bloodline (2024–presente)
Tornò in WWE il 4 maggio 2024, nel corso del premium live event Backlash France, dove intervenne a favore del fratello Tama Tonga e di Solo Sikoa, nel loro match contro Randy Orton e Kevin Owens, risultando decisivo per la vittoria dei primi. Il due agosto a SmackDown, Jacob Fatu e Tama Tonga conquistano il WWE Tag Team Championship. Nella puntata di SmackDown del 23 agosto 2024, per ordine di Solo Sikoa, Fatu lasciò la cintura a Tonga Loa. Tonga e Loa, difesero le cinture con successo con gli Street Profits e i #DIY, ma nella puntata di SmackDown del 25 ottobre perdono i titoli contro i Motor City Machine Guns formati da Chris Sabin e Alex Shelley.

## Personaggio

### Mosse finali
- Come Camacho
  - DDT
- Come Donny Marlow
  - Diving headbutt
  - Samoan drop
  - Sitout facebuster
- Come Tanga Loa
  - Tonga Death Grip (Sitout Facebuster)
  - Super Leg Drop
  - Double underhook suplex from the second rope

## Titoli e riconoscimenti
- Florida Championship Wrestling

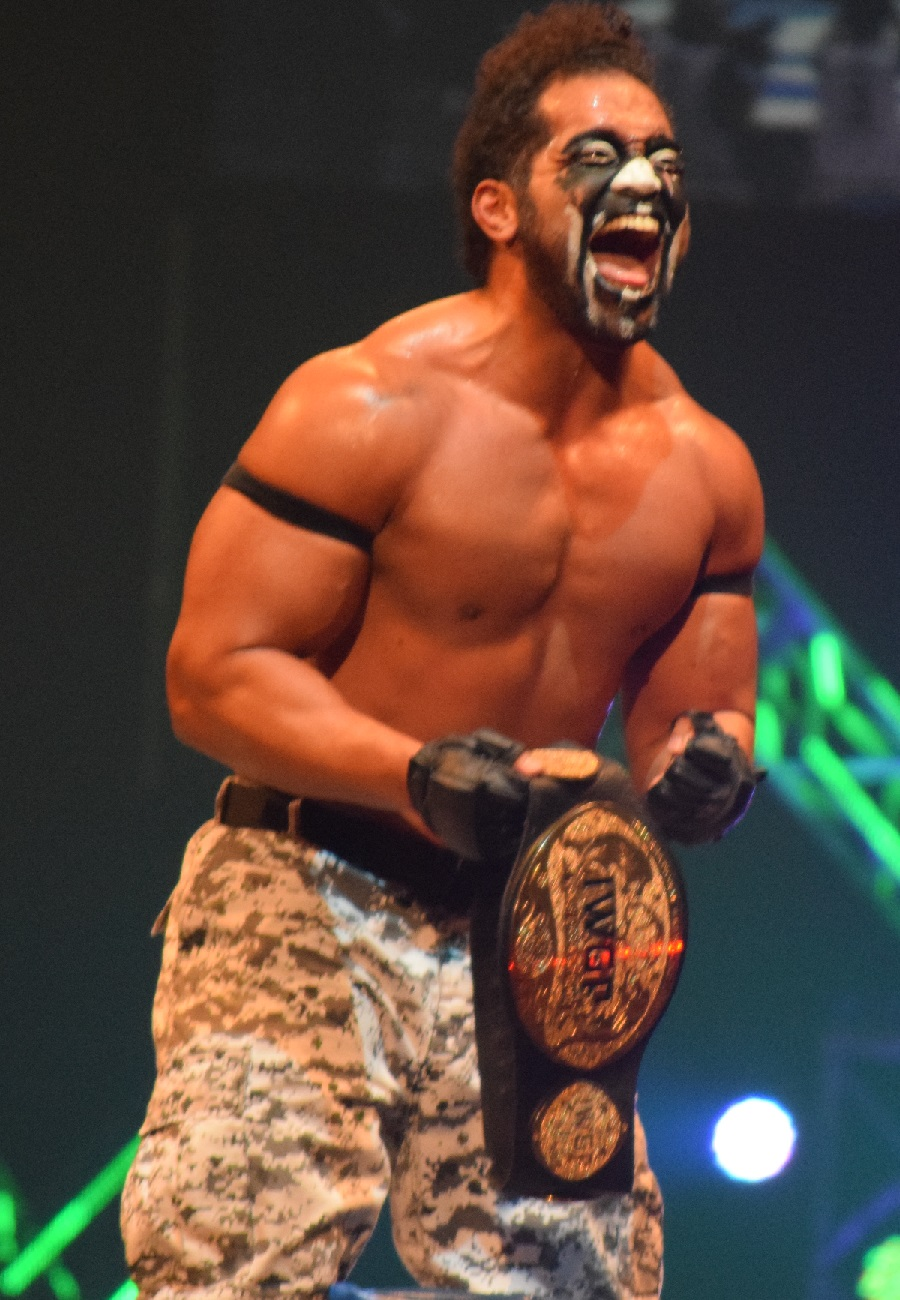
Loa con l'IWGP Tag Team Championship, titolo che ha vinto sette volte con Tama Tonga

  - FCW Florida Tag Team Championship (1) – con CJ Parker
- New Japan Pro-Wrestling
  - IWGP Tag Team Championship (7) – con Tama Tonga
  - NEVER Openweight 6-Man Tag Team Championship (3) – con Bad Luck Fale e Tama Tonga (2) e Taiji Ishimori e Tama Tonga (1)
  - World Tag League (2020) – con Tama Tonga
- Pro Wrestling Illustrated
  - 97º tra i 500 migliori wrestler singoli nella PWI 500 (2019)
  - 6º tra i 50 migliori tag team nella PWI 500 (2020)
- Ring of Honor
  - ROH World Tag Team Championship (1) – con Tama Tonga
- Total Nonstop Action Wrestling
  - TNA Gut Check (2015)
- WrestleCircus
  - WC Big Top Tag Team Championship (1) – con Tama Tonga
- WWE
  - WWE Tag Team Championship (1) - con Tama Tonga